# 西村禮
西村 禮（にしむら れい、1991年3月5日 - ）は、日本の女優、グラビアアイドル。北海道出身。美術大学卒業。

## 来歴・人物
中高の教員免許を取得している。日活ロマンポルノが好きで、自身のイメージDVDの内容に提案していると話す。美大では映画や映像を専攻していて、本来は作る側だったが気がついたら芝居にのめり込んでいった。
2022年12月4日の夕刊フジの『ミス夕刊フジ子』撮影会を以って、撮影会モデルを卒業した。卒業後は女優その他の活動に全力投球するとしている。12月26日、4代目イメージガール「ミス夕刊フジ子2023」グランプリ受賞。

## 作品

### DVD
- 零時（2020年2月28日、スパイスビジュアル）
- 従順衝動（2020年10月22日、ギルド）
- 混浴気分 Vol.33 混浴バスガイド湯けむりバスツアー（2021年3月30日、オルスタックソフト販売）※限定版有り
- 人妻ドライビングスクール（2021年9月17日、イーネット・フロンティア）

### VR
- 親戚のお姉さんが教えてくれた、二人だけの内緒事。（2020年6月5日、ファンタスティカ）
- バーチャルダイブ　会社の先輩と僕、グレーな遊び（2020年6月26日、ファンタスティカ）
- apartment Days！ Guest 227 西村禮 sideA （2022年7月8日、ファンタスティカ）
- apartment Days！ Guest 227 西村禮 sideB （2022年7月22日、ファンタスティカ）

### デジタル写真集
- 高偏差値お姉さんのOLニット（2020年7月31日、グラビア学園）
- キュロットのすきま（2020年7月31日、グラビア学園）
- 柔らかニットワンピ（2020年7月31日、グラビア学園）
- VIVID GIRL（2020年8月14日、撮影：杉吉ゆうじ）
- 西村禮 1stフォトブック『真夏の果汁』（2022年8月26日、撮影：Y_tanaka、Amazon限定発売）

## 出演

### テレビ番組
- CSスカパー!「THE BUNNYGIRL CLUB」
- TOKYO MX「つんつべ♂」（2016年10月 - 2016年12月） - レギュラー
- 千葉テレビ放送「女神たちのかようび」

### 映画
- 血まみれスケバンチェーンソー（2016年2月20日公開）- 朧 役
- 教科書にないッ!3（2017年、日本出版販売）
- 教科書にないッ!4（2017年、日本出版販売）
- アイドル三國志BATTLE（2019年10月、オメガフィルム）‐ 福島深雪 役[5]
- 新橋探偵物語2 ダブルリボルバーラヴ（2022年12月3日、オーピー映画） - 滝クリ 役[6]

### オリジナルビデオ
- 伝承戦隊フェアナイツ(2021年8月13日発売、ZENピクチャーズ）女幹部クイン役
- 魔法仮面戦士ウィンディア(2022年1月14日発売、ZENピクチャーズ）魔女ノワーラ役

### 雑誌
- アサ芸シークレット（2017年9月8日号、徳間書店）
- 週刊現代（2017年12月23日号、講談社）マイク岡田撮影「謎のオンナ」びほろ名義
- 実話BUNKAタブー（2020年5月号、コアマガジン）
- アサヒ芸能（2020年4月2日号、徳間書店）
- EX MAX! Special（2020年7月号、楽楽出版）
- 実録ジョーカー（2021年～、ダイアプレス）コラム「下町のナマ友」連載

### ラジオ
- 市原FM放送